# امیگنران
امیگنران در منطقهٔ کارا، یکی از پنج منطقهٔ اصلی توگو، قرار دارد. منطقهٔ کارا خود به چندین شهر و روستا تقسیم میشود و امیگنران یکی از روستاهای کوچک یا مناطق کمجمعیت این ناحیه است. این منطقه در شمال توگو، نزدیک به مرز بورکینافاسو قرار دارد و آبوهوای آن عمدتاً ساوانایی با فصلهای خشک و بارانی مشخص است.
این منطقه مسکونی همانند برخی از مناطق مسکونی در این کشور دارای سطح سواد و بهداشت کمی است اما جمعیت آنها ننسبتا زیاد است.